# ابله (فیلم ۱۹۵۱)
ابله (به ژاپنی: 白痴) فیلمی به کارگردانی آکیرا کوروساوا بر اساس رمانی به همین نام نوشته فیودور داستایفسکی است که در سال ۱۹۵۱ منتشر شد. از بازیگران آن می‌توان به ستسوکو هارا، توشیرو میفونه و تاکاشی شیمورا اشاره کرد.

## شخصیت‌ها
ستسوکو هارا (تایکو ناسو)
توشیرو میفونه (آکاما)
ماسایوکی موری (کامدا) - پرنس نیکولایویچ در رمان داسایوفسکی
یوشیکو کوگا - آیاکو

## دوبله فارسی
ستسوکو هارا - صداپیشه (مینو غزنوی)
توشیرو میفونه - صدا پیشه (حسین عرفانی)
ماسایوکی موری - صداپیشه (ناصر تهماسب)
سایر گویندگان: احمد رسول زاده، فهیمه راستکار